# Lewispjäserna
Lewispjäserna (engelska: Lewis Chessmen) är en samling schackpjäser som är gjorda av elfenben av valross på 1100-talet. De är troligtvis tillverkade i Norge och hittades 1831 utanför byn Uig på halvön Lewis i Skottland. 
Sammanlagt uppgår fyndet till 94 pjäser, varav 78 är schackpjäser och övriga är för andra brädspel. 82 av de ingår i British Museums samlingar i London, 11 tillhör National Museum of Scotland i Edinburgh och en är i privat ägo. De flesta är gjorda av valrossens betar, men fem är gjorda av dess tänder. De utgör den äldsta kända uppsättningen av schackpjäser som man känner till, även om det mer sannolikt handlar om fyra olika ofullständiga uppsättningar.
De 78 schackpjäserna består av åtta kungar, 8 drottningar, 16 löpare, 15 springare, 13 torn och 19 bönder. Omkring hälften av de har varit färgade, troligtvis röda, även om det inte syns idag. 
Schack uppfanns i Indien på 500-talet och spreds därefter av araberna till Europa. Vikingarna förde det med sig hem till Norden. Lewis tillhörde Norge på 1100-talet där pjäserna tros vara tillverkade. Det finns liknande pjäser från Trondheim och stilen är fornnordisk vilket till exempel märks på tronerna som figurerna sitter på. Det är okänt vem ägaren var och varför pjäserna hamnat på Lewis. Såväl upphittaren som exakt plats för fyndet är också okänt. Efter upphittande delades samlingen upp. British Museum förvärvade sina exemplar 1831 och 1832 och National Museum of Scotland sina 1888. År 2007 kampanjade representanter för Scottish National Party, inklusive partiledaren Alex Salmond, att en majoritet eller samtliga Lewispjäser borde förvaras i Skottland.
Lewispjäserna är avbildade i Harry Potter och de vises sten där Harry Potter och Ron spelar schack med sådana pjäser. De är även omnämnda i romanen Lewispjäserna skriven 2013 av Peter May(en).  

## Bildgalleri

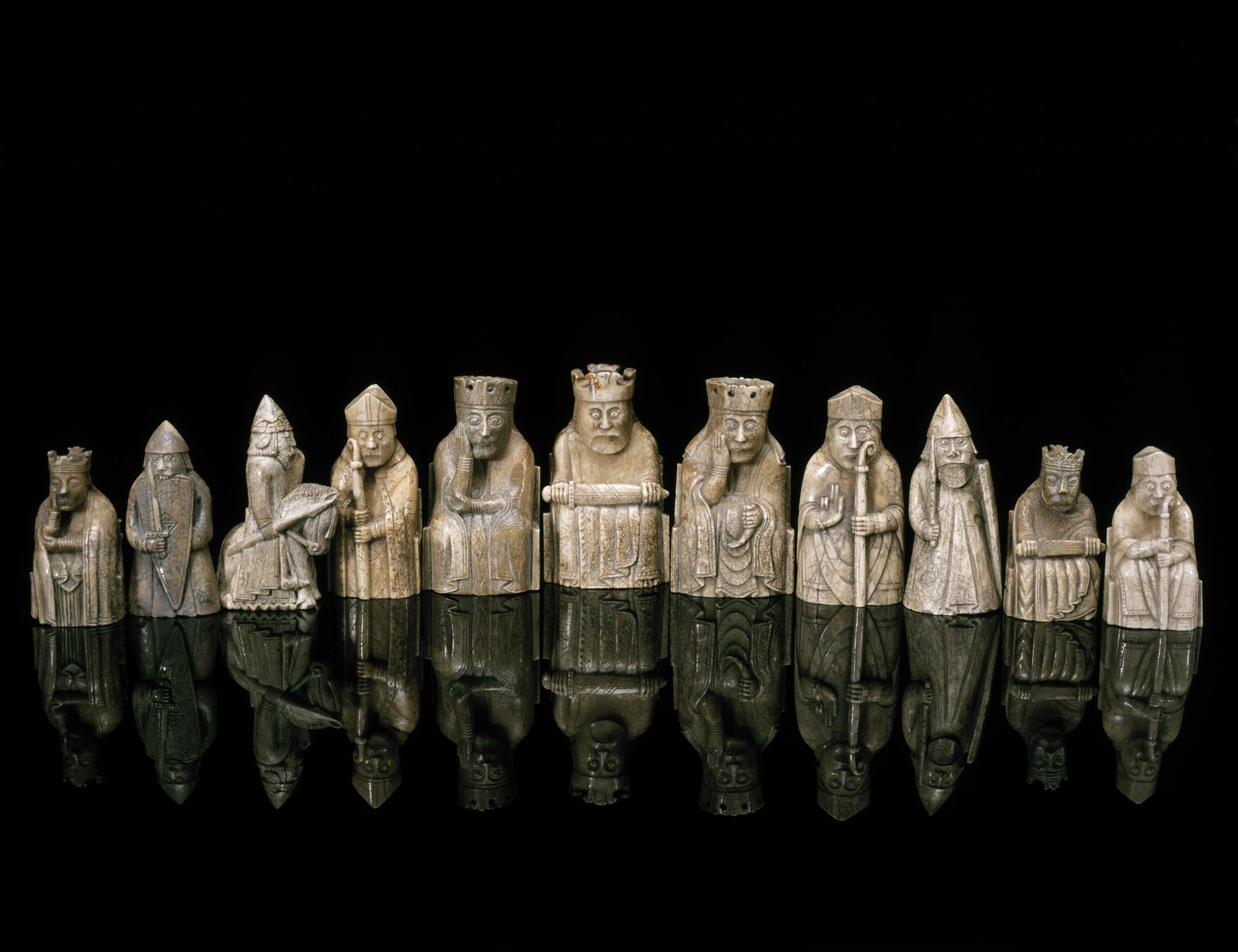
Lewispjäserna på National Museum of Scotland.
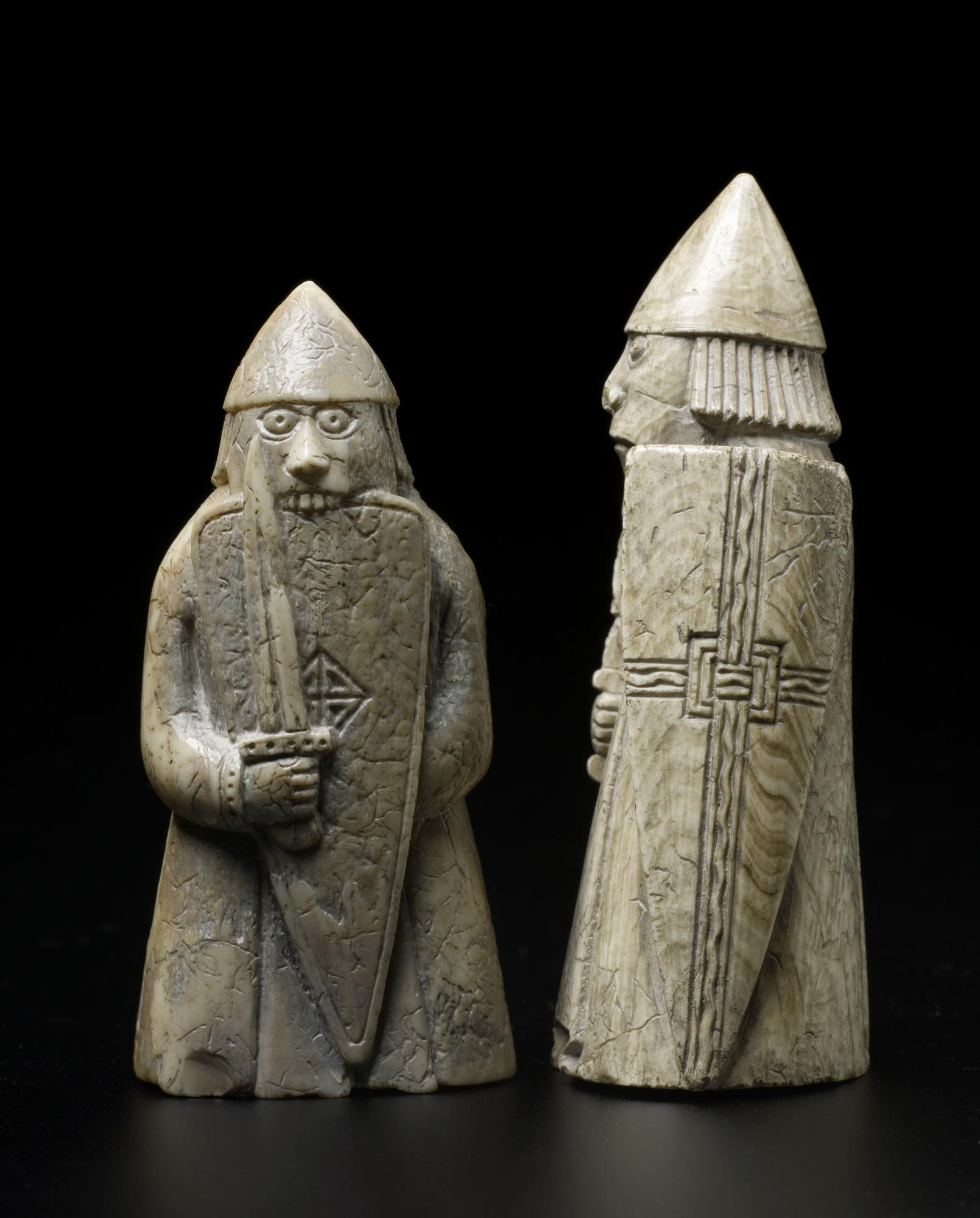
En bärsärk, eller ett torn, på National Museum of Scotland.
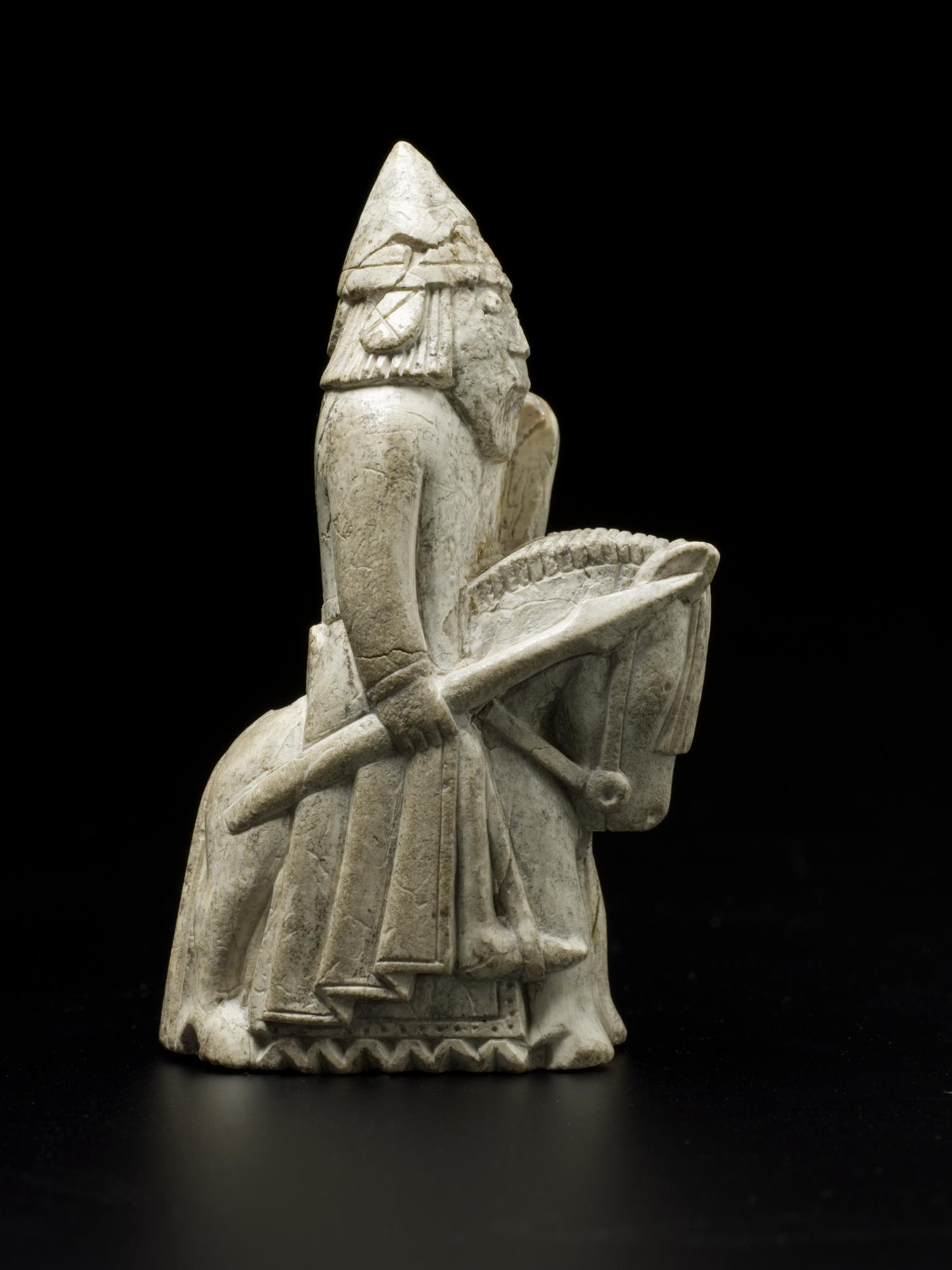
En riddare, eller en springare, på National Museum of Scotland.
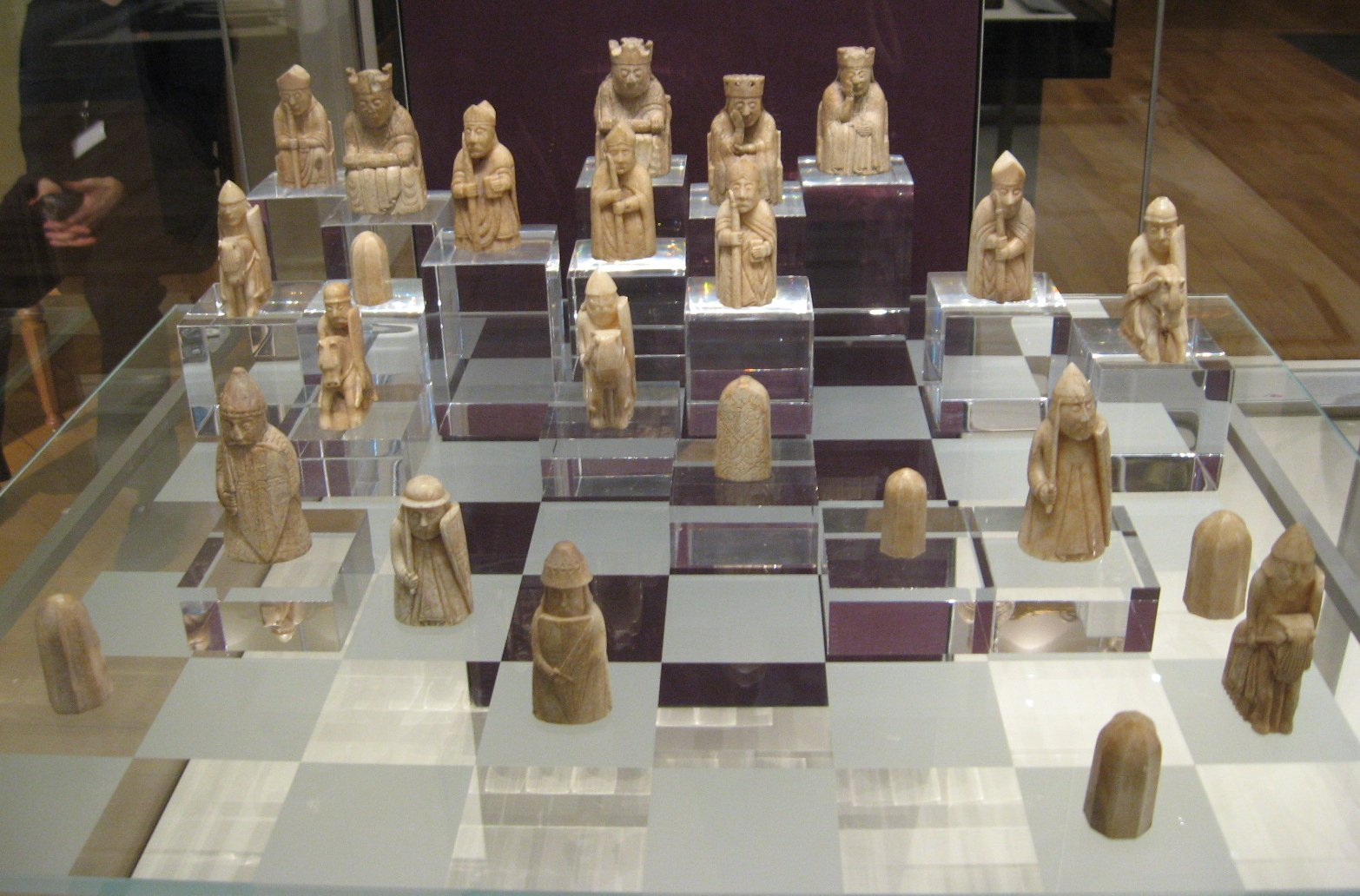
Lewispjäserna på British Museum.